# Префектура (КНР)
 Тази статия е за административната единица в КНР.  Вижте също: префектура.
Префектура (на традиционен китайски: 地區, на опростен китайски: 地区, на пинин: dìqū, произнася се „дицю“) е административна единица от 2-ро ниво в КНР. През 1980-те и 2000-те години повечето от префектурите в КНР са трансформирани в градски префектури. Към 2021 година в КНР са останали 7 префектури. Префектурите са част от провинция и се делят на окръзи.
Префектурите се управляват от администрация (行政公署), оглавявана от началник на префектурата (行政首长), който се назначава от провинциалната администрация.

## Списък на префектурите в КНР
Към 2021 година префектурите в КНР са 7.
- - Аксу
  - Алтай
  - Кашгар
  - Хотан
  - Чугучак
  - Нгари
  - Да-Хинган-Лин

В бъдеще китайското правителство предвижда броят им да намалее, тъй като се планира те да бъдат трансформирани в градски префектури. На някои места обаче (например в Тибетския автономен регион)  префектурите вероятно ще продължат да съществуват още дълго време, тъй като не могат да изпълнят условията на китайското правителство за преобразуването им в градски префектури.
В КНР има още 3 префктури в автономния район Вътрешна Монголия, но те се наричат  аймаци.